# Renée Björling
Renée Björling (Lovön, 10 luglio 1898 – Täby, 4 marzo 1975) è stata un'attrice svedese.

## Filmografia parziale
- Klostret i Sendomir, regia di Victor Sjöström (1920)
- Charleys tant, regia di Elis Ellis (1926)
- Una lezione d'amore (En lektion i kärlek), regia di Ingmar Bergman (1954)